# Гроти Алто (Сијена)
Гроти Алто је насеље у Италији у округу Сијена, региону Тоскана.
Према процени из 2011. у насељу је живело 25 становника. Насеље се налази на надморској висини од 356 м.